# Molischev test
Molischev test ali Molischeva reakcija, ponekod tudi Molishev test, je kvalitativni kemijski test, poimenovan po avstrijskem botaniku Hansu Molischu, ki se uporablja za dokazovanje prisotnosti ogljikovih hidratov (tako prostih kot tudi takih, ki so vezani na beljakovine ali lipide). Test temelji na dehidraciji preverjanega ogljikovega hidrata z žveplovo kislino (H2SO4) ali klorovodikovo (solno) kislino (HCl), pri čemer nastaja aldehid, ki skupaj z dvema molekulama fenola (običajno α-naftola, četudi ponekod uporabljajo tudi druge fenole, kot sta denimo resorcinol in timol) v epruveti tvori dobro viden vijoličen obroč (rečemo tudi prstan).

## Postopek
Pri samem izvajanju Molischevega testa se v epruveto doda določeno količino testne raztopine (izbranega vzorca) in majhen delež Molischevega reagenta (α-naftola, raztopljenega v etanolu). Po mešanju se tako pripravljeni raztopini doda majhno količino koncentrirane žveplove kisline (ali klorovodikove kisline), pri čemer se kislino počasi priliva (navadno odpipetira) ob robu epruvete in se ob tem raztopine ne meša.
Pozitivno reakcijo, ki predstavlja prisotnost ogljikovih hidratov v testiranem vzorcu, pokaže tvorba vijoličasto-rdečega obročka (prstana) na predelu med plastema kisline in vzorca. Ob negativni reakciji spremembe barve vzorca ni (torej prozorna raztopina ohrani svojo prozornost). V določenih primerih lahko Molischev test pokaže (lažno) negativno reakcijo, četudi so ogljikovi hidrati v vzorcu prisotni. Reakcija poteče hitreje, če so v vzorcu predvsem monosaharidi, pri višjih ogljikovih hidratih se vijoličast obroč pojavi kasneje.

## Reakcija
Pozitivno reakcijo bo Molischev reagent pokazal pri vseh ogljikovih hidratih (torej tako pri monosaharidih in disaharidih kot tudi pri polisaharidih, pri čemer disaharidi in polisaharidi zaradi prisotnosti kislin razpadejo na monosaharidne monomere). Izjemo predstavljajo trioze in tetroze. Pozitiven rezultat bo viden tudi pri vzorcih, ki vsebujejo nukleinske kisline (DNK, RNK) in glikoproteine, saj se te molekule zaradi prisotnosti močnih kislin sčasoma hidrolizirajo do monosaharidnih monomerov. Sladkorji pentoze se potem dehidrirajo do furfurala, heksoze pa do 5-hidroksimetilfurfurala (pride do odstranitve hidroksilnih skupin, OH, v obliki vodnih molekul). Vsak od omenjenih dveh aldehidov bo z dvema molekulama α-naftola tvoril vijoličasto obarvan produkt. Izjemoma lahko namesto vijoličastega obročka nastaja zelenkast prstan, ki je posledica raznih nečistoč, ki reagirajo z naftolom in kislino.
Spodnja shema prikazuje reakcijo, ki se odvije pri testiranju vzorcev z Molischevim reagentom. V zgornji vrstici se D-glukoza pretvori v 5-hidroksimetilfurfural, ki nato z dvema molekulama α-naftola posredno tvori vijoličen prstan.